# Сапапалии
Сапапалии (самоан. Sapapaliʻi) — деревня на острове Савайи (Самоа). Расположена на территории округа Фаасалелеага. Население — 908 чел. (по переписи 2016 года).

## История
Упоминается ещё в самоанских мифах и легендах.
В 1750 году Малиетоа Тиа из самоанской правящей династии Малиетоа женился на одной из жительниц этой деревни. В 1830 году здесь высадился миссионер Джон Уильямс, принесший христианство местным жителям; в это время здесь правил внук вождя Тиа и жительницы деревни — Малиетоа Вайинупо.
В ходе археологических раскопок, проведённых Грегори Джекмондом в 1970-е годы, здесь были найдены следы древних поселений.

## География и климат
Находится на восточной оконечности острова Савайи, на берегу океана.
Климат — влажный тропический.

## Население
Численность населения деревни меняется нестабильно, то повышаясь, то понижаясь, что видно по результатам переписей: 2001 г. — 894 чел., 2006 г. — 868 чел., 2011 г. — 952 чел., 2016 г. — 908 чел.